# Otfried Nippold
Otfried Nippold (21 mai 1864 – 27 juillet 1938) est un juriste, pacifiste, avocat, académicien, enseignant et auteur germano-suisse.

## Biographie
Fils du professeur Friedrich Nippold des universités de Berne et de Iéna, Nippold voit le jour à Wiesbaden en duché de Nassau. Il fréquenta les gymnasiums de Berthoud et de Berne, et étudia le droit à l'université de Berne, l'université de Halle-Wittemberg, l'université de Tübingen et l'université d'Iéna. Dans cette-dernière, il obtint son doctorat en 1886. 
En 1889, il fut recruté par le gouvernement de Meiji en qualité de conseiller étranger et enseigna le droit à l'université de Tokyo. 
De retour en Europe après l'expiration de contrat de trois ans, il fut avocat à Thoune et Berne et acquis la citoyenneté suisse en 1905. La même année, il passa son habilitation en droit international à l'université de Berne. Après un bref séjour à Francfort, il retourna en Suisse à la suite du déclenchement de la Première Guerre mondiale. 
Après la guerre, il devint président de la Haute-Cour du territoire du Bassin de la Sarre à Sarrelouis en 1921. En 1927, il devint professeur à l'université de Berne et retourna en Suisse pour assurer son poste en 1928. Il meurt en Suisse en 1938 à l'âge de 72 ans.

## Théoricien juridique
Nippold est l'un des premiers à proposer une société des nations. Son livre, Développement du droit international après la Guerre mondiale, fut rédigé pendant la guerre. Nippold y argue qu'après un tel conflit, il est nécessaire de réinterpréter les lois de la guerre. Il estimait qu'on ne pouvait pas donner à la guerre le statut d'institution juridique car elle est une négation du droit ; et donc, que la guerre en elle-même est une illustration  de l'"auto-aide" de la part de l'agresseur.
Nippold fut le meneur de la lente transformation des traités bilatéraux vers des conventions codifiées par des règles ; et au XXe siècle, il fallait désormais faire une distinction entre les traités codifiés et les arrangements à "l'amiable" avec un pseudo-droit. En 1894, Nippold résuma sommairement son action : "Tous les traités internationaux doivent respecter le droit international."

## Œuvres (liste non exhaustive)
- 1893 -- Wanderungen durch Japan. Briefe und Tagebuchblätter (Hikes through Japan. Letters and diary pages). Jena: Mauke.
- 1904 -- Die Entwicklung Japans in den letzten fünfzig Jahren (The development of Japan during the last fifty years). Bern: Wys.
- 1905 -- Ein Blick in das europafreie Japan (A glimpse into the Europe-free Japan). Frauenfeld: Huber.
- 1908 -- Die zweite Haager Friedenskonferenz (The Second Hague Peace Conference). Leipzig, München: Duncker & Humblot.
- 1917 -- Die Gestaltung des Völkerrechts nach dem Weltkriege, (The Development of International Law after the World War.)
- 1920 -- Deutschland und das Völkerrecht: Vol. I, Die Grundsätze der deutschen Kriegführung; Die Verletzung der Neutralität Luxemburgs und Belgiens